# Rudy Verdonck
Rudy Verdonck (Turnhout, 7 d'agost de 1965) va ser un ciclista belga, que fou professional entre 1987 i 1996.

## Palmarès
- 1988
  - Vencedor d'una etapa del Tour de la CEE
- 1996
  - 1r l'Omloop van de Vlaamse Scheldeboorden
  - 1r al Fletxa Namuresa
- 1999
  - Vencedor d'una etapa del Tour a la província de Namur

### Resultats al Tour de França
- 1991. 109è de la classificació general
- 1994. 98è de la classificació general
- 1995. Fora de control